# Rezerwat przyrody Wiosło Duże
Rezerwat przyrody Wiosło Duże – leśny rezerwat przyrody na obszarze Kociewia nad zachodnim brzegiem Wisły. Znajduje się na terenie gmin Gniew w województwie pomorskim oraz Nowe w województwie kujawsko-pomorskim. Został utworzony w 1972 roku i zajmuje powierzchnię 29,88 ha (z czego 7,14 ha leży w gminie Nowe). Celem ochrony jest zachowanie ze względów naukowych i dydaktycznych stanowiska roślin kserotermicznych oraz fragmentów naturalnych zespołów leśnych. Stanowiska roślin kserotermicznych wypierane są przez roślinność krzewiastą i zielną.
Prawie całą powierzchnię rezerwatu zajmują cztery zbiorowiska roślinne: dwa podzespoły grądu subkontynentalnego (grąd typowy Tilio-Carpinetum  typicum i grąd niski kokoryczowy Tilio-Carpinetum corydaletosum), zbiorowisko z Sedum telephium (rozchodnikiem karpackim) oraz łęg klonowy Acer negundo-Cornus sanguinea. Niewielkie niezalesione fragmenty rezerwatu zajmują: ciepłolubna murawa ze związku Cirsio-Brachypodion pinnati, zbiorowiska łąkowe i ziołorośla. Na terasie zalewowej Wisły znajduje się kilka płytkich stawów o mulistym dnie, w których dominującym gatunkiem jest rogatek sztywny. Ich brzegi porastają zbiorowiska szuwarowe.
W trakcie inwentaryzacji przeprowadzonej w 2012 roku stwierdzono występowanie na terenie rezerwatu 265 gatunków roślin naczyniowych, w tym 8 objętych ochroną ścisłą (pluskwica europejska, wawrzynek wilczełyko, kruszczyk szerokolistny, przylaszczka pospolita, lilia złotogłów, grzybienie północne, paprotka zwyczajna i salwinia pływająca) oraz 7 chronionych częściowo (konwalia majowa, kruszyna pospolita, przytulia wonna, bluszcz pospolity, grążel żółty, pierwiosnek lekarski i grzybienie mieszańcowe). Stwierdzono także obecność 15 gatunków mszaków, w tym 5 objętych ochroną częściową: rokiet pierzasty, widłoząb kędzierzawy, widłoząb miotłowy, skosatka zanokcicowata i brodawkowiec czysty.
Najbliższymi miejscowościami są Opalenie i Widlice.
Część rezerwatu położona w woj. pomorskim (22,74 ha) podlega ochronie czynnej, część położona w woj. kujawsko-pomorskim (7,14 ha) podlega ochronie ścisłej.